# Liste des séries parues dans l'Evening
Cette page annexe liste l'ensemble des séries de manga étant ou ayant été prépubliées dans le magazine bimensuel Evening de l'éditeur Kōdansha.

## Mode d'emploi et cadre de recherche
- Le tableau est triable.
  - Le tableau est, par défaut, affiché dans l'ordre d'apparition. Les 1re et 5e colonnes (« No  » et « Première publication ») trient dans le même ordre.
  - Les séries en cours apparaissent en fin de tableau si le tri est effectué selon la 6e colonne. Elles sont triées entre elles par ordre de première publication.
  - Des clés de tri en hiragana sont utilisées pour la 2de colonne.
  - Les 7e et 8e colonnes disposent d'un système de clés de tri afin de ne pas avoir de diacritique.
- Les 5e et 6e colonnes sont sous la forme « aaaa.nn » où « aaaa » désigne l'année et « nn » le numéro de la publication à prendre en compte.
  - S'il s'agit d'un numéro double, il apparait sous la forme « aaaa.nn/NN » où NN désigne le second numéro.
  - Une balise d'appel de références est automatiquement créée pour chaque année utilisée dans le tableau, il est toutefois nécessaire de créer la référence correspondante en fin de page.
- Deux couleurs sont utilisées dans le tableau pour signaler les manga en cours de publication lors de la dernière mise à jour :

|  | Manga en cours de publication le 11 décembre 2012 ; |

|  | Manga transféré dans un autre magazine et encore en cours de publication le 11 décembre 2012. |

- La 4e colonne (« Titre français ») n'est remplie que s'il existe un titre officiel en français choisi par un éditeur francophone.
- Les liens vers les articles en français se font dans la 4e colonne si elle est remplie, dans la 3e sinon.
- Les liens vers les articles en japonais n'existent que si l'article existe.
- Chaque année, groupe de hiragana ou lettre dispose d'une ancre. Après avoir trié selon ses désirs le tableau, il est possible de faire une recherche grâce au cadre ci-dessous.

| Type                    | Type                    | Liens                                                                                                 | Pour les colonnes                                                                           |
| ----------------------- | ----------------------- | --- | ------------------------------------------------------------------------------------------- |
| Par ordre chronologique | Par ordre chronologique | - 2001 - 2002 - 2003 - 2004 - 2005 - 2006 - 2007 - 2008 - 2009 2010 - 2011 - 2012                     | No , Première publication, Dernière publication                                             |
| Par ordre chronologique | Par ordre chronologique | En cours                                                                                              | Dernière publication                                                                        |
| Titre                   | Par ordre numérique     | 0 à 9                                                                                                 | Titre japonais, Transcription, Traduction, Titre français, Auteur (dessinateur), Scénariste |
| Titre                   | Par ordre syllabaire    | - あ - か - さ - た - な - は - ま - や - ら - わ - ん                                                | Titre japonais                                                                              |
| Titre                   | Par ordre alphabétique  | - A - B - C - D - E - F - G - H - I - J - K - L - M N - O - P - Q - R - S - T - U - V - W - X - Y - Z | Transcription, Traduction, Titre français, Auteur (dessinateur), Scénariste                 |

## Liste
Liste des séries ayant été pré-publiées dans le magazine Evening.
Les dates des séries n'ayant pas de numéro d'issue sont approximatives et basées sur les dates de parution des volumes. Les dates des séries postérieures à 2008 sont issues du site de la Kōdansha
| No     | Titre japonais                          | Transcription                                               | Titre français     | Première publication | Dernière publication | Auteur (Dessinateur) | Scénariste         |
| ------ | --------------------------------------- | ----------------------------------------------------------- | ------------------ | -------------------- | -------------------- | -------------------- | ------------------ |
| 000 c  | んんん                                  | zzzzz                                                       | 2001               | 2001.00              | 2001.00              | zzzzz                | zzzzz              |
| 001    | 極悪がんぼ                              | Gokuaku Ganbo                                               | —                  | 2001.09              | 2009.15              | Takashi Tajima       | Takahiro Kochi     |
| 002    | ハゲまして! 桜井くん                    | Hagemashite! Sakurai-kun                                    | —                  | 2001.09              | 2004.                | Atsuko Takakura      | —                  |
| 003    | きらきらひかる2                         | Kirakira Hikaru 2                                           | —                  | 2001.09              | 2004.                | Mamora Gōda          | —                  |
| 004    | 恋風                                    | Koi Kaze                                                    | —                  | 2001.09              | 2004.                | Motoi Yoshida        | —                  |
| 005    | （犬）ロッキー                          | Maruken Rocky                                               | —                  | 2001.09              | 2006.                |                      | —                  |
| 006    | モモちん                                | Momo-chin                                                   | —                  | 2001.09              | 2005.                | Risa Itō             | —                  |
| 007    | さくらん                                | Sakuran                                                     | Sakuran            | 2001.09              | 2003.07              | Moyoko Anno          | —                  |
| 008    | サトラレ                                | Satorare                                                    | Transparent        | 2001.09              | 2006.                | Makoto Satō          | —                  |
| 009    | 父ちゃんの王将                          | Touchan no Oushou                                           | —                  | 2001.09              | 2003.                | Shinji Mizushima     | —                  |
| 010    | ヤング島耕作                            | Young Shima Kousaku                                         | —                  | 2001.09              | 2007.                | Kenshi Hirokane      | —                  |
| 011    | What's Michael? 9巻め                   | What's Michael? 9 Makime                                    | What's Michael?    | 2001.09              | 2003.                | Makoto Kobayashi     | —                  |
| 012    | 思い出の味 大陸食堂                     | Omoide no Aji Tairiku Shokudou                              | —                  | 2001.09              | 2003.                | Kanji Yoshikai       | Mitsuru Nishimura  |
| 013    | おせん                                  | Osen                                                        | —                  | 2001.09              | 2008.24              | Shōta Kikuchi        | —                  |
| 014    | 最弱！ ルーズドッグス                   | Saijuku! Losedogs                                           | —                  | 2001.09              | 2002.07              |                      | —                  |
| 015    | 北極警備隊                              | Hokkyoku Keibitai                                           | —                  | 2001.09              | 2002.                | Ranjō Miyake         | —                  |
| 016    | クリオの男                              | Curio no Otoko                                              | —                  | 2001.09              | 2002.10              | Koichi Kiba          | —                  |
| 017    | ガンダルヴァ                            | Gandharva                                                   | —                  | 2001.09              | 2002.08              | Hidehisa Masaki      | —                  |
| 018    | あつし渡辺の探訪びより                  | Atsushi Watanabe no Tanbō Biyori                            | —                  | 2001.09              | 2003.04              | Yanwari Kazayama     | —                  |
| 019    | NIGHT BLOOD                             | Night Blood                                                 | —                  | 2001.09              | 2004.                |                      | —                  |
| 020    | スカウト誠四郎                          | Scout Seishirō                                              | —                  | 2001.09              | 2003.                | Norifusa Mita        | —                  |
| 021    | 達摩                                    | Tatsuma                                                     | —                  | 2001.09              | 2004.                | Juzo Tokoro          | Seiichi Tanaka     |
| 018 c  | んんん                                  | zzzzz                                                       | 2002               | 2002.00              | 2002.00              | zzzzz                | zzzzz              |
| 022    | ああ播磨灘外伝 ISAO                     | Aa Harimanada Gaiden Isao                                   | —                  | 2002.01              | 2005.                | Kei Sadayasu         | —                  |
| 023    | のんポリズム                            | Non-Polism                                                  | —                  | 2002.01              | 2003.                | Noriko Hamaguchi     | —                  |
| 024    | 警察署長                                | Keisatsu Shochou                                            | —                  | 2002.02              | 2004.                | Yūki Yabūchi         | —                  |
| 025    | 喰いタン                                | Kui Tan                                                     | —                  | 2002.03              | 2009.15              | Daisuke Terasawa     | —                  |
| 026    | 妄想トラッカー8823                      | Mōsō Trucker 8823                                           | —                  | 2002.06              | 2003.                | Dragon Odawara       | —                  |
| 027    | 格闘探偵団                              | Kakutou Tanteidan                                           | —                  | 2002.09              | 2006.                | Makoto Kobayashi     | —                  |
| 028    | 運王                                    | Unō                                                         | —                  | 2002.09              | 2004.                | Masayuki Katayama    | —                  |
| 025 c  | んんん                                  | zzzzz                                                       | 2003               | 2003.00              | 2003.00              | zzzzz                | zzzzz              |
| 029    | ホカベン                                | Hokaben                                                     | —                  | 2003.05              | 2008.19              |                      | —                  |
| 030    | 二輪乃書 ギャンブルレーサー             | Nirinnosho: Gambling Racer                                  | —                  | 2003.05              | 2006.                | Makoto Tanaka        | —                  |
| 031    | ポチ極道                                | Pochi Gokudou                                               | —                  | 2003.05              | 2006.                | Yanwari Kazayama     | —                  |
| 032    | 警察学校物語                            | Keisatsugakkō Monogatari                                    | —                  | 2003.05              | 2004.                | Yūki Yabūchi         | Gen Takamochi      |
| 033    | ミスター味っ子II                        | Mister Ajikko II                                            | —                  | 2003.12              | 2012.08              | Daisuke Terasawa     | —                  |
| 034    | がんばれみどりちゃん                    | Ganbare Midori-chan                                         | —                  | 2003.                | 2008.09              | Nawoki Karasawa      | —                  |
| 035    | ヘルプマン!                             | Help Man!                                                   | —                  | 2003.                | —                    | Riki Kusaka          | —                  |
| 036    | ヤミの乱破                              | Yami no Rappa                                               | —                  | 2003.                | —                    | Fujihiko Hosono      | —                  |
| 037    | クロ號                                  | Kurogo                                                      | —                  | 2003.                | 2005.                | Sugigaku             | —                  |
| 034 c  | んんん                                  | zzzzz                                                       | 2004               | 2004.00              | 2004.00              | zzzzz                | zzzzz              |
| 038    | K2                                      | K2                                                          | —                  | 2004.11              | —                    | Kazuo Mafune         | —                  |
| 039    | もやしもん                              | Moyashimon                                                  | —                  | 2004.16              | —                    | Masayuki Ishikawa    | —                  |
| 040    | ゲキトウ                                | Gekitou                                                     | —                  | 2004.                | 2004.                | Kazuhiko Shimamoto   | —                  |
| 041    | ヒーローズ                              | Heroes                                                      | —                  | 2004.                | 2005.                | Ranjō Miyake         | —                  |
| 042    | 警視正 椎名啓介                         | Keishisei Shiina Keisuke                                    | —                  | 2004.                | 2010.06              | Yūki Yabūchi         | —                  |
| 043    | 米吐き娘                                | Kome Haki Musume Daiginjou                                  | —                  | 2004.                | 2007.                | Kaigetsu Furubayashi | —                  |
| 044    | 勇午                                    | Yugo                                                        | —                  | 2004.                | —                    | Shū Akana            | Shinji Makari      |
| 041 c  | んんん                                  | zzzzz                                                       | 2005               | 2005.00              | 2005.00              | zzzzz                | zzzzz              |
| 045    | 餓狼伝                                  | Garouden                                                    | —                  | 2005.                | 2010.21              | Keisuke Itagaki      | Baku Yumemakura    |
| 046    | 銀座の番ねこ                            | Ginza no Banneko                                            | —                  | 2005.                | 2006.                | Midori Takanashi     | —                  |
| 047    | 影風魔ハヤセ                            | Kagefuuma Hayase                                            | —                  | 2005.                | 2006.                | Shingo Morita        | —                  |
| 048    | サラリーマンブラザーズ                  | Salaryman Brothers                                          | —                  | 2005.                | 2007.                | Isami Nakagawa       | —                  |
| 049    | サトラレneo                             | Satorare Neo                                                | —                  | 2005.                | hiatus.              | Makoto Satō          | —                  |
| 050    | 山おんな壁おんな                        | Yama Onna Kabe Onna                                         | —                  | 2005.                | 2010.03              | Atsuko Takakura      | —                  |
| 047 c  | んんん                                  | zzzzz                                                       | 2006               | 2006.00              | 2006.00              | zzzzz                | zzzzz              |
| 051    | 夢幻の軍艦大和                          | Mugen no Gunkan Yamato                                      | —                  | 2006.02              | 2011.12              | Sōichi Moto          | —                  |
| 052    | 少女ファイト                            | Shoujo Fight                                                | —                  | 2006.02              | —                    | Yoko Nihonbashi      | —                  |
| 053    | ZOO KEEPER                              | Zoo Keeper                                                  | —                  | 2006.08              | 2009.14              | Sachiko Aoki         | —                  |
| 054    | PARTY -パーティー-                      | Party                                                       | —                  | 2006.                | 2006.                |                      | Shūji Abe          |
| 055    | せごどん                                | Segodon                                                     | —                  | 2006.                | 2008.09              |                      | —                  |
| 052 c  | んんん                                  | zzzzz                                                       | 2007               | 2007.00              | 2007.00              | zzzzz                | zzzzz              |
| 056    | ADAMAS                                  | Adamas                                                      | —                  | 2007.08              | —                    | Ryōji Minagawa       | —                  |
| 057    | とろける鉄工所                          | Torokeru Tekkoujo                                           | —                  | 2007.20              | —                    | Munehiro Nomura      | —                  |
| 058    | よんでますよ、アザゼルさん。            | Yondemasu yo, Azazeru-san.                                  | —                  | 2007.21              | —                    | Yasuhisa Kubo        | —                  |
| 059    | GOLD DASH                               | Gold Dash                                                   | —                  | 2007.                | 2009.10              | Tsuru Moriyama       | —                  |
| 060    | ハタキ                                  | Hataki                                                      | —                  | 2007.                | 2010.04              | Eiji Nonaka          | —                  |
| 061    | 描き逃げやんわり                        | Kaki-Nige Yanwari                                           | —                  | 2007.                | 2007.                | Yanwari Kazayama     | —                  |
| 062    | 片岡さんちのクリコちゃん                | Kataoka Sanchi no Kuriko-chan                               | —                  | 2007.                | 2009.18              | Chūya Chikazawa      | —                  |
| 063    | レッド                                  | Red                                                         | —                  | 2007.                | —                    | Naoki Yamamoto       | —                  |
| 064    | サンスパ                                | Sansupa                                                     | —                  | 2007.                | 2008.15              |                      | —                  |
| 065    | ヤング島耕作 主任編                     | Young Shima Kousaku: Shuninhen                              | —                  | 2007.                | 2010.04              | Kenshi Hirokane      | —                  |
| 062 c  | んんん                                  | zzzzz                                                       | 2008               | 2008.00              | 2008.00              | zzzzz                | zzzzz              |
| 066    | ICHI                                    | Ichi                                                        | —                  | 2008.11              | 2011.13              | Hana Shinohara       | Kan Shimozawa      |
| 067    | ヌイグルメン!                           | Nuigurumen!                                                 | —                  | 2008.12              | 2010.12              | Nawoki Karasawa      | —                  |
| 068    | ピカもん                                | Pikamon                                                     | —                  | 2008.12              | 2010.05              | Eisaku Kubonōchi     | —                  |
| 069    | 喧嘩猿                                  | Kenka Saru                                                  | —                  | 2008.13              | 2008.18              | Akio Tanaka          | Kazuhiro Kiuchi    |
| 070    | モテキ                                  | Moteki                                                      | —                  | 2008.23              | 2010.09              | Mitsurō Kubo         | —                  |
| 071    | オールラウンダー廻                      | All Rounder Meguru                                          | All Rounder Meguru | 2008.24              | —                    | Hiroki Endo          | —                  |
| 072    | イタダキッ!                             | Itadaki!                                                    | —                  | 2008.                | 2008.18              | Junji Uenishi        | —                  |
| 073    | ツナくん                                | Tsuna-kun                                                   | —                  | 2008.                | 2011.06              | Shirō Potechi        | —                  |
| 070 c  | んんん                                  | zzzzz                                                       | 2009               | 2009.00              | 2009.00              | zzzzz                | zzzzz              |
| 074    | しずかの山                              | Shizuka no Yama                                             | —                  | 2009.01              | 2012.08              | Tsuyoshi Matsumoto   | Eishi Ai           |
| 075    | 関の弥太ッぺ                            | Gekiha Hasegawa Shin :Seki no Yatappe                       | —                  | 2009.03              | 2009.14              | Makoto Kobayashi     | —                  |
| 076    | おせん 真っ当を受け継ぎ繋ぐ。           | Osen: Mattou Uketsugi Tsunagu                               | —                  | 2009.04              | —                    | Shōta Kikuchi        | —                  |
| 077    | CAPTAINアリス                           | Captain Alice                                               | —                  | 2009.11              | —                    | Yūzō Takada          | —                  |
| 078    | 透明アクセル                            | Toumei Accel                                                | —                  | 2009.18              | 2010.23              | Norifusa Mita        | —                  |
| 079    | 激昂がんぼ                              | Gekikou Ganbo                                               | —                  | 2009.21              | —                    | Takashi Tajima       | Takahiro Kochi     |
| 076 c  | んんん                                  | zzzzz                                                       | 2010               | 2010.00              | 2010.00              | zzzzz                | zzzzz              |
| 080    | 弾丸ドラッガー                          | Dangan Drugger                                              | —                  | 2010.01              | —                    | Daiju Watanabe       | —                  |
| 081    | のりりん                                | Noririn                                                     | —                  | 2010.02              | —                    | Mohiro Kitō          | —                  |
| 082    | 害虫女子コスモポリタン                  | Gaichuu Joshi Cosmopolitan                                  | —                  | 2010.05              | —                    | Marin Kotani         | —                  |
| 083    | 沓掛時次郎                              | Gekiha Hasegawa Shin : Kutsukake Tokijirou                  | —                  | 2010.06              | 2010.21              | Makoto Kobayashi     | —                  |
| 084    | 係長島耕作                              | Kakarichou Shima Kousaku                                    | —                  | 2010.07              | —                    | Kenshi Hirokane      | —                  |
| 085    | 王狩                                    | Ougari                                                      | —                  | 2010.08              | 2011.21              | Sachiko Aoki         | —                  |
| 086    | きょうの思春期                          | Kyou no Shishunki                                           | —                  | 2010.09              | —                    |                      | —                  |
| 087    | ワンダーふらちやま                      | Wonder Furachiyama                                          | —                  | 2010.10              | 2010.13              | Mika Marui           | —                  |
| 088    | ヨメキン ヨメとド近眼                   | Yomekin                                                     | —                  | 2010.16              | 2012.09              | Riichi Kasai         | —                  |
| 089    | よいこの黙示録                          | Yoiko no Mokushiroku                                        | —                  | 2010.18              | 2011.21              | Kei Aoyama           | —                  |
| 090    | 漢晋春秋司馬仲達伝三国志 しばちゅうさん | Kanshin Shunjuu Shibachuu Tatsuden Sangokushi Shibachuu-san | —                  | 2010.22              | —                    | Suehiro              | —                  |
| 091    | ブッシメン!                             | Busshimen!                                                  | —                  | 2010.23              | 2012.14              | Yōichirō Ono         | —                  |
| 092    | BLOOD ALONE                             | Blood Alone                                                 | Blood Alone        | 2010.24              | —                    | Masayuki Takano      | —                  |
| 089 c  | んんん                                  | zzzzz                                                       | 2011               | 2011.00              | 2011.00              | zzzzz                | zzzzz              |
| 093    | アバンチュリエ                          | Adventurier: Shinyaku Arsène Lupin                          | —                  | 2011.03              | —                    | Takashi Morita       | —                  |
| 094    | 山賊ダイアリー リアル猟師奮闘記         | Sanzoku Diary: Real Ryōshi Funtō-ki                         | —                  | 2011.06              | —                    | Kentarō Okamoto      | —                  |
| 095    | ジャポニカの歩き方                      | Japonica no Arukikata                                       | —                  | 2011.07              | —                    | Yuriko Nishiyama     | —                  |
| 096    | 銃夢 LastOrder                          | GUNNM: Last Order                                           | Gunnm Last Order   | 2011.08              | —                    | Yukito Kishiro       | —                  |
| 097    | いとしのムーコ                          | Itoshi no Muco                                              | —                  | 2011.09              | —                    | Takayuki Mizushina   | —                  |
| 098    | プロチチ                                | Puro Chichi                                                 | —                  | 2011.10              | —                    | Mieko Ōsaka          | —                  |
| 099    | 深海マンガ くらげちゃん                 | Shinkai Manga: Kurage-chan                                  | —                  | 2011.11              | —                    | Kenji Sonishi        | —                  |
| 100    | 羊の木                                  | Hitsuji no Ki                                               | —                  | 2011.13              | —                    | Mikio Igarashi       | Tatsuhiko Yamagami |
| 101    | 軍鶏                                    | Shamo                                                       | Coq de combat      | 2011.17              | —                    | Akio Tanaka          | Izō Hashimoto      |
| 102    | 実在ゲキウマ地酒日記                    | Jitsuzai Gekiuma Jizake Nikki                               | —                  | 2011.22              | —                    | Hiroyuki Sugahara    | —                  |
| 099 c  | んんん                                  | zzzzz                                                       | 2012               | 2012.00              | 2012.00              | zzzzz                | zzzzz              |
| 103    | 一本刀土俵入                            | Gekiha Hasegawa Shin : Ippontou Dohyouiri                   | —                  | 2012.09              | 2012.12              | Makoto Kobayashi     | —                  |
| 104    | いぶぬんぐ                              | Ibunungu                                                    | —                  | 2012.09              | —                    |                      | —                  |
| 105    | なりひらばし電器商店                    | Narihirabashi Denki Shoten                                  | —                  | 2012.12              | —                    | Hisae Iwaoka         | —                  |
| 106    | さよならタマちゃん                      | Sayonara Tama-chan                                          | —                  | 2012.15              | —                    | Kazuyoshi Takeda     | —                  |
| 107    | BOYS BE…〜adult season〜                | Boys Be... - Adult Season                                   | —                  | 2012.17              | —                    | Masahiro Itabashi    | Hiroyuki Tamakoshi |
| 108    | Eから弾きな。                           | E kara Hiki na.                                             | —                  | 2012.20              | —                    | Takumaru Sasaki      | —                  |
| 109    | 敗走記                                  | Haisouki                                                    | —                  | 2012.21              | —                    | Takehito Shima       | —                  |
| 996 01 | んんん                                  | zzzzz                                                       | En cours           | 9996.01              | 9996.1968 00         | zzzzz                | zzzzz              |
| 997 01 | 00000                                   | 00000                                                       | 0-9                | 9997.01              | 9997.01              | 00000                | 00000              |
| 998 01 | あ                                      | zzzzz                                                       | あ à お            | 9998.01              | 9998.01              | zzzzz                | zzzzz              |
| 998 02 | か                                      | zzzzz                                                       | か à こ            | 9998.02              | 9998.02              | zzzzz                | zzzzz              |
| 998 03 | さ                                      | zzzzz                                                       | さ à そ            | 9998.03              | 9998.03              | zzzzz                | zzzzz              |
| 998 04 | た                                      | zzzzz                                                       | た à と            | 9998.04              | 9998.04              | zzzzz                | zzzzz              |
| 998 05 | な                                      | zzzzz                                                       | な à の            | 9998.05              | 9998.05              | zzzzz                | zzzzz              |
| 998 06 | は                                      | zzzzz                                                       | は à ほ            | 9998.06              | 9998.06              | zzzzz                | zzzzz              |
| 998 07 | ま                                      | zzzzz                                                       | ま à も            | 9998.07              | 9998.07              | zzzzz                | zzzzz              |
| 998 08 | や                                      | zzzzz                                                       | や à よ            | 9998.08              | 9998.08              | zzzzz                | zzzzz              |
| 998 09 | ら                                      | zzzzz                                                       | ら à ろ            | 9998.09              | 9998.09              | zzzzz                | zzzzz              |
| 998 10 | わ                                      | zzzzz                                                       | わ à を            | 9998.10              | 9998.10              | zzzzz                | zzzzz              |
| 998 11 | ん                                      | zzzzz                                                       | ん                 | 9998.11              | 9998.11              | zzzzz                | zzzzz              |
| 999 01 | んんん                                  | A                                                           | A                  | 9999.01              | 9999.01              | A                    | A                  |
| 999 02 | んんん                                  | B                                                           | B                  | 9999.02              | 9999.02              | B                    | B                  |
| 999 03 | んんん                                  | C                                                           | C                  | 9999.03              | 9999.03              | C                    | C                  |
| 999 04 | んんん                                  | D                                                           | D                  | 9999.04              | 9999.04              | D                    | D                  |
| 999 05 | んんん                                  | E                                                           | E                  | 9999.05              | 9999.05              | E                    | E                  |
| 999 06 | んんん                                  | F                                                           | F                  | 9999.06              | 9999.06              | F                    | F                  |
| 999 07 | んんん                                  | G                                                           | G                  | 9999.07              | 9999.07              | G                    | G                  |
| 999 08 | んんん                                  | H                                                           | H                  | 9999.08              | 9999.08              | H                    | H                  |
| 999 09 | んんん                                  | I                                                           | I                  | 9999.09              | 9999.09              | I                    | I                  |
| 999 10 | んんん                                  | J                                                           | J                  | 9999.10              | 9999.10              | J                    | J                  |
| 999 11 | んんん                                  | K                                                           | K                  | 9999.11              | 9999.11              | K                    | K                  |
| 999 12 | んんん                                  | L                                                           | L                  | 9999.12              | 9999.12              | L                    | L                  |
| 999 13 | んんん                                  | M                                                           | M                  | 9999.13              | 9999.13              | M                    | M                  |
| 999 14 | んんん                                  | N                                                           | N                  | 9999.14              | 9999.14              | N                    | N                  |
| 999 15 | んんん                                  | O                                                           | O                  | 9999.15              | 9999.15              | O                    | O                  |
| 999 16 | んんん                                  | P                                                           | P                  | 9999.16              | 9999.16              | P                    | P                  |
| 999 17 | んんん                                  | Q                                                           | Q                  | 9999.17              | 9999.17              | Q                    | Q                  |
| 999 18 | んんん                                  | R                                                           | R                  | 9999.18              | 9999.18              | R                    | R                  |
| 999 19 | んんん                                  | S                                                           | S                  | 9999.19              | 9999.19              | S                    | S                  |
| 999 20 | んんん                                  | T                                                           | T                  | 9999.20              | 9999.20              | T                    | T                  |
| 999 21 | んんん                                  | U                                                           | U                  | 9999.21              | 9999.21              | U                    | U                  |
| 999 22 | んんん                                  | V                                                           | V                  | 9999.22              | 9999.22              | V                    | V                  |
| 999 23 | んんん                                  | W                                                           | W                  | 9999.23              | 9999.23              | W                    | W                  |
| 999 24 | んんん                                  | X                                                           | X                  | 9999.24              | 9999.24              | X                    | X                  |
| 999 25 | んんん                                  | Y                                                           | Y                  | 9999.25              | 9999.25              | Y                    | Y                  |
| 999 26 | んんん                                  | Z                                                           | Z                  | 9999.26              | 9999.26              | Z                    | Z                  |